# Єгипет у Другій світовій війні
Під час Другої світової війни Єгипетське королівство формально залишалося нейтральним, однак Союзники використовували його як військову базу й вели на його території бойові дії зі збройними силами країн Осі.

## Передісторія
1882 року Орабі-паша очолив повстання єгипетських патріотів-офіцерів, що призвело до англійського вторгнення. Англійські війська окупували весь Єгипет. 1922 року було створено формально незалежне Єгипетське королівство, однак англійці продовжували домінувати в усіх сферах життя країни. У 1930-х роках до Александрії з Мальти було перенесено штаб-квартиру Середземноморського флоту Великої Британії. 1936 року Велика Британія підписала з Єгиптом угоду, що дозволила розмістити британські війська в Єгипті з метою захисту Суецького каналу.

## Вторгнення Італії
До війни у Каїрі розташовувалася велика італійська колонія. Після вступу Італії у війну 10 червня 1940 року майже всіх італійських чоловіків було заарештовано й майже все італійське майно — конфісковано.
У вересні 1940 року італійський диктатор Беніто Муссоліні наказав італійським військам, що перебували в Лівії, вторгнутися в контрольований Великою Британією Єгипет. Не зважаючи на чисельну перевагу супротивника, англійці вирішили перейти в контрнаступ. Його результат перевершив усі сподівання: велика кількість італійських військовослужбовців потрапила в полон, що дало англійцям змогу просунутися далеко вглиб Лівії. Однак Черчилль зупинив наступ англійських військ, вирішивши перекинути їх до Греції. 

## Вторгнення Німеччини
Тим часом німецький лідер Адольф Гітлер на допомогу своєму італійському союзнику перекинув Африканський корпус на чолі з Ервіном Роммелем. Німецькі війська швидко відкинули англійців назад до Єгипту. Німецький наступ зупинився в липні 1942 року біля невеличкої залізничної станції Ель-Аламейн, що була всього за кількасот кілометрів від Каїра. У листопаді того ж року німецькі війська було розбито в другій битві за Ель-Аламейн, тому вони почали відступати до Лівії. Висадка Союзників у Північній Африці призвела до того, що німецько-італійським силам довелося боротися на два фронти. Їх було затиснуто в Тунісі й знищено.

## Каїрська конференція
Наприкінці 1943 року в Каїрі було проведено Каїрську конференцію союзників.